# Wouter Abts
Wouter Abts (alternatieve namen: Wauter, Apts, Abs en Aps) (waarschijnlijk Lier of Antwerpen, 1582 - 1642 of 1643) was een Zuid-Nederlands schilder.
Abts was een leerling van Guillaume de Vos. Hij werd toegelaten als een meester aan het Antwerpse Sint-Lucasgilde in 1604-5. Hij had verschillende leerlingen onder wie Adriaen de Bie het meeste succes kende als schilder. Hij blonk uit in het schilderen van conversatiestukken en landschappen.
Volgens De Maere en Wabbes wordt Wouter Abts verward met Valerius Abts.